# Associazione Calcio Lecco 1957-1958
Questa pagina raccoglie le informazioni riguardanti l'Associazione Calcio Lecco nelle competizioni ufficiali della stagione 1957-1958.

## Stagione
Nella stagione 1957-1958 il Lecco ha disputato il campionato di Serie B, un torneo a 18 squadre che prevede due promozioni in Serie A e nessuna retrocessione in Serie C per allargamento dei quadri della prossima Serie B a 20 squadre. Con 29 punti i blucelesti hanno ottenuto il 14º posto, sono state promosse nella massima serie la Triestina che ha vinto il torneo con 47 punti, ed il Bari che giunto secondo con 45 punti ha poi vinto gli spareggi con il Verona che era giunto penultimo in Serie A.
Ritornato dopo dieci anni in Serie B, per il Lecco l'obiettivo stagionale non poteva che essere la salvezza, anche se una mano al Lecco l'ha data il destino, visto che questo torneo non prevede retrocessioni. Per affrontare il campionato cadetto è stato dato un ritocco allo Stadio Rigamonti con un ampliamento della tribuna e della capienza. La squadra viene rinforzata con gli arrivi del centromediano Dino Ballacci dal Bologna, dell'attaccante Enrico Arienti dal Chiasso, del portiere Walter Pontel dall'Inter e di due giovani di prospettiva come Remo Bicchierai e Rodolfo Bonacchi prelevati dall'Empoli. Sul campo la truppa guidata dal confermato tecnico Camillo Achilli ha un inizio stentato, tanto che per assaporare la prima vittoria bisogna attendere il 1º dicembre nel recupero con il Taranto. Rotto il ghiaccio la squadra bluceleste disputa un tranquillo campionato.

## Rosa
| N. |                   | Ruolo | Calciatore        |
| -- | ----------------- | ----- | ----------------- |
|    | Italia (bandiera) | C     | Enrico Arienti    |
|    | Italia (bandiera) | D     | Dino Ballacci     |
|    | Italia (bandiera) | D     | Remo Bicchierai   |
|    | Italia (bandiera) | A     | Rodolfo Bonacchi  |
|    | Italia (bandiera) | P     | Eugenio Bruschini |
|    | Italia (bandiera) | C     | Piero Cazzaniga   |
|    | Italia (bandiera) | C     | Francesco Duzioni |
|    | Italia (bandiera) | A     | Franco Fontanot   |
|    | Italia (bandiera) | D     | Silvio Franchi    |
|    | Italia (bandiera) | D     | Giancarlo Galli   |
|    | Italia (bandiera) | A     | Glauco Gilardoni  |
|    | Italia (bandiera) | C     | Clemente Gotti    |
|    | Italia (bandiera) | P     | Osvaldo Maffeis   |

| N. |                   | Ruolo | Calciatore          |
| -- | ----------------- | ----- | ------------------- |
|    | Italia (bandiera) | C     | Giovanni Martorelli |
|    | Italia (bandiera) | A     | Angelo Mologni      |
|    | Italia (bandiera) | D     | Luigi Norbiato      |
|    | Italia (bandiera) | C     | Roberto Passarin    |
|    | Italia (bandiera) | P     | Walter Pontel       |
|    | Italia (bandiera) | A     | Sergio Quoiani      |
|    | Italia (bandiera) | C     | Oreste Sala         |
|    | Italia (bandiera) | C     | Giampiero Schiavo   |
|    | Italia (bandiera) | D     | Angelo Stucchi      |
|    | Italia (bandiera) | D     | Enrico Tantardini   |
|    | Italia (bandiera) | D     | Ezio Tettamanti     |
|    | Italia (bandiera) | A     | Virginio Ubiali     |
|    | Italia (bandiera) | A     | Luigi Zambelli      |

## Risultati

### Serie B

#### Girone di andata
| Lecco 15 settembre 1957 1ª giornata | Lecco               | 0 – 0 | Sambenedettese | Stadio Mario Rigamonti\| Arbitro: \| Baldassarre (Udine) \| |
| Arbitro:                            | Baldassarre (Udine) |       |                |                                                             |

| Arbitro: | Adami (Roma) |

|                         |           |           |
| Meanti 46’ Colomban 87’ | Marcatori | 41’ Gotti |

| Lecco 29 settembre 1957 3ª giornata | Lecco          | 0 – 0 | Como | Stadio Mario Rigamonti\| Arbitro: \| Righi (Milano) \| |
| Arbitro:                            | Righi (Milano) |       |      |                                                        |

| Arbitro: | Caputo (Napoli) |

|                         |           |                  |
| Nicoletti 32’ Rossi 67’ | Marcatori | 70’ (rig.) Gotti |

| Palermo 13 ottobre 1957 5ª giornata | Palermo         | 0 – 0 | Lecco | Stadio La Favorita\| Arbitro: \| Marangio (Roma) \| |
| Arbitro:                            | Marangio (Roma) |       |       |                                                     |

| Lecco 20 ottobre 1957 6ª giornata | Lecco             | 0 – 0 | Novara | Stadio Mario Rigamonti\| Arbitro: \| Bartolomei (Roma) \| |
| Arbitro:                          | Bartolomei (Roma) |       |        |                                                           |

| Arbitro: | Vanni (Pisa) |

|                         |           |  |
| Tulissi 38’ Mazzero 77’ | Marcatori |  |

| Arbitro: | Angelini (Firenze) |

|  |           |                                        |
|  | Marcatori | 38’ Erba 57’ Bretti 78’ (rig.) Mazzoni |

| Arbitro: | Gambarotta (Genova) |

|                        |           |  |
| Fontanot 25’ Gotti 30’ | Marcatori |  |

| Arbitro: | De Magistris (Torino) |

|                                   |           |              |
| Biagioli 52’ (rig.) 59’ Mosca 64’ | Marcatori | 62’ Bonacchi |

| Arbitro: | Vanni (Pisa) |

|               |           |              |
| Voltolina 30’ | Marcatori | 28’ Fontanot |

| Arbitro: | Baldassarre (Udine) |

|              |           |  |
| Fontanot 27’ | Marcatori |  |

| Arbitro: | Grignani (Milano) |

|              |           |  |
| Fontanot 19’ | Marcatori |  |

| Modena 29 dicembre 1957 14ª giornata | Zenit Modena          | 0 – 0 | Lecco | Stadio Alberto Braglia\| Arbitro: \| De Magistris (Torino) \| |
| Arbitro:                             | De Magistris (Torino) |       |       |                                                               |

| Arbitro: | Genel (Trieste) |

|              |           |                     |
| Passarin 54’ | Marcatori | 84’ (aut.) Ballacci |

| Arbitro: | De Magistris (Torino) |

|                      |           |  |
| Canella 8’ Milan 59’ | Marcatori |  |

| Arbitro: | Menchini (Udine) |

|  |           |                                                   |
|  | Marcatori | 17’ Bersellini 34’ Favini 56’ Sacchella 60’ Vigni |

#### Girone di ritorno
| Arbitro: | Baldassarre (Udine) |

|                         |           |                     |
| Buratti 24’ Mecozzi 43’ | Marcatori | 75’ (rig.) Ballacci |

| Arbitro: | Babini (Ravenna) |

|                  |           |  |
| Gotti 44’ (rig.) | Marcatori |  |

| Arbitro: | Grignani (Milano) |

|              |           |              |
| Villa II 53’ | Marcatori | 74’ Fontanot |

| Arbitro: | Basciu (Genova) |

|             |           |  |
| Quoiani 30’ | Marcatori |  |

| Arbitro: | De Magistris (Torino) |

|                        |           |             |
| Gotti 30’ Passarin 47’ | Marcatori | 41’ Lonardi |

| Arbitro: | Menchini (Udine) |

|                                              |           |                        |
| Albini 1’, 26’ Moschino 85’ Baira 89’ (rig.) | Marcatori | 47’ Passarin 69’ Gotti |

| Arbitro: | Jonni (Macerata) |

|             |           |            |
| Quoiani 53’ | Marcatori | 71’ Milani |

| Arbitro: | Campagna (Palermo) |

|             |           |  |
| Mazzoni 72’ | Marcatori |  |

| Arbitro: | Caputo (Napoli) |

|                         |           |              |
| Gianmarinaro 49’ (rig.) | Marcatori | 69’ Fontanot |

| Arbitro: | Grillo (Napoli) |

|             |           |           |
| Quoiani 40’ | Marcatori | 59’ Mosca |

| Arbitro: | Basciu (Genova) |

|              |           |                       |
| Passarin 18’ | Marcatori | 56’ (aut.) Bicchierai |

| Arbitro: | Zaza (Molfetta) |

|                                            |           |  |
| Bicchierai 9’ (aut.) Loranzi 23’ Colla 24’ | Marcatori |  |

| Arbitro: | Menchini (Udine) |

|                                          |           |  |
| Carminati II 13’ Motta 71’ Fraschini 84’ | Marcatori |  |

| Arbitro: | Vanni (Pisa) |

|                                                       |           |                                     |
| Fontanot 13’, 82’ Ubiali 19’ Bonacchi 44’ Quoiani 58’ | Marcatori | 18’ (rig.) Campagnoli 88’ Scarascia |

| Arbitro: | Cataldo (Reggio Calabria) |

|                           |           |              |
| Buzzin 14’, 35’ Meroi 63’ | Marcatori | 84’ Fontanot |

| Lecco 18 maggio 1958 33ª giornata | Lecco          | 0 – 0 | Venezia | Stadio Mario Rigamonti\| Arbitro: \| Ascari (Carpi) \| |
| Arbitro:                          | Ascari (Carpi) |       |         |                                                        |

| Arbitro: | Sebastio (Taranto) |

|  |           |              |
|  | Marcatori | 23’ Bonacchi |

## Statistiche

### Statistiche di squadra
| Competizione | Punti | In casa | In casa | In casa | In casa | In casa | In casa | In trasferta | In trasferta | In trasferta | In trasferta | In trasferta | In trasferta | Totale | Totale | Totale | Totale | Totale | Totale | DR  |
| Competizione | Punti | G       | V       | N       | P       | Gf      | Gs      | G            | V            | N            | P            | Gf           | Gs           | G      | V      | N      | P      | Gf     | Gs     | DR  |
| ------------ | ----- | ------- | ------- | ------- | ------- | ------- | ------- | ------------ | ------------ | ------------ | ------------ | ------------ | ------------ | ------ | ------ | ------ | ------ | ------ | ------ | --- |
| Serie B      | 29    | 17      | 7       | 8       | 2       | 17      | 14      | 17           | 1            | 5            | 11           | 11           | 30           | 34     | 8      | 13     | 13     | 28     | 44     | -16 |

### Statistiche dei giocatori
| Giocatore     | Serie B  | Serie B |
| Giocatore     | Presenze | Reti    |
| ------------- | -------- | ------- |
| E. Arienti    | 10       | 0       |
| D. Ballacci   | 28       | 1       |
| R. Bicchierai | 18       | 0       |
| R. Bonacchi   | 21       | 3       |
| E. Bruschini  | 12       | -16     |
| P. Cazzaniga  | 19       | 0       |
| F. Duzioni    | 34       | 0       |
| F. Fontanot   | 28       | 9       |
| S. Franchi    | 1        | 0       |
| G. Galli      | 19       | 0       |
| G. Gilardoni  | 1        | 0       |
| C. Gotti      | 30       | 6       |
| O. Maffeis    | 9        | -15     |
| G. Martorelli | 13       | 0       |
| A. Mologni    | 6        | 0       |
| L. Norbiato   | 15       | 0       |
| R. Passarin   | 13       | 4       |
| W. Pontel     | 13       | -13     |
| S. Quoiani    | 23       | 4       |
| O. Sala       | 5        | 0       |
| A. Stucchi    | 33       | 0       |
| E. Tantardini | 1        | 0       |
| E. Tettamanti | 2        | 0       |
| V. Ubiali     | 16       | 1       |
| L. Zambelli   | 4        | 0       |